# Archisílabo
En el castellano, los archisílabos o palabras alargadas son palabras alargadas innecesariamente. Por ejemplo, «la finalización» en vez de «el final». Son fruto de una manía lingüística, el sesquipedalismo o polisilabismo. El habla sesquipedálica se considera un defecto de la lengua, pues resulta pretencioso y farragoso. Muchas, sin embargo, están aceptadas por la Real Academia Española y en los distintos diccionarios, siendo meras redirecciones a la palabra original. Algunos archisílabos, a pesar de ser más largos, han llegado a sustituir en el habla coloquial a su palabra madre, que era más corta. En ciertos casos, la archisilabización no es errónea y enriquecen el vocabulario, añadiendo un nuevo componente semántico.
Un método común es añadir sufijos redundantes. P. ej., -logía como en «metodología» en vez de «método», -iedad como en «obligatoriedad» en vez de «obligación» o -idad como en «funcionalidad» en vez de «función».
Muchas de estas expresiones surgen en el lenguaje político, burocrático o administrativo, así como en la jerga empresarial, en un intento de autoridad, formalidad y culteranismo que deviene pomposo, exagerado y altisonante. Por ejemplo, «periodo vacacional» en vez de «vacaciones». Otros surgen en los medios de comunicación y el marketing, también con la misma intención. Por ejemplo, «dinos qué es lo que opinas» en vez de «dinos qué opinas», «precipitaciones en forma de nieve» en vez de «nieve». Asimismo, se puede dar este fenómeno por motivaciones políticas o ideológicas. Por ejemplo, «diputados y diputadas» en vez de «diputados», «personas menstruantes» en vez de «mujeres» o «Estado español» en vez de «España».

## Ejemplos
- «Climatología» por «clima».
- «Complementariedad» por «complemento».
- «Conflictividad» por «conflicto».
- «Desglosamiento» por «desglose».
- «Desregularización» por «Desregulación».
- «Domiciliación» por «domicilio».
- «Dominancia» por «dominio».
- «Finalización» por «final».
- «Freído» por «frito».
- «Funcionalidad» por «función».
- «Generalizado» por «general».
- «Gobernanza» o «gobernancia» por «gobierno».
- «Individualizado» por «individual».
- «Influenciar» por «influir».
- «Limitación» por «límite».
- «Malamente» por «mal».
- «Manufacturación» por «manufactura».
- «Metodología» por «método».
- «Obligatoriedad» por «obligación».
- «Peregrinación» por «peregrinaje».
- «Potencialidad» por «potencia» o «potencial».
- «Propocionalidad» por «proporción».
- «Problemática» por «problema».
- «Secuenciación» por «secuencia».
- «Tipología» por «tipo».
- «Totalidad» por «todos».
- «Tramitación» por «trámite».

## Lectura complementaria
- Arteta, Aurelio (5 de febrero de 2010). «'Archisílabos' a tutiplén». TRIBUNA. Consultado el 18 de noviembre de 2019.

- Datos: Q76761658